# Picramnia longifolia
Picramnia longifolia är en tvåhjärtbladig växtart som beskrevs av Standley. Picramnia longifolia ingår i släktet Picramnia och familjen Picramniaceae. Inga underarter finns listade.